# Iglesia de la Natividad de Nuestra Señora (Carrascosa del Campo)
La iglesia de la Natividad de Nuestra Señora es un templo católico ubicado en Carrascosa del Campo (provincia de Cuenca, España) construido entre los siglos XV y XVI (1480-1582). Está declarada por patrimonio nacional Monumento Histório-Artístico Nacional y Bien de Interés Cultural de Castilla-La Mancha.

## Descripción del templo

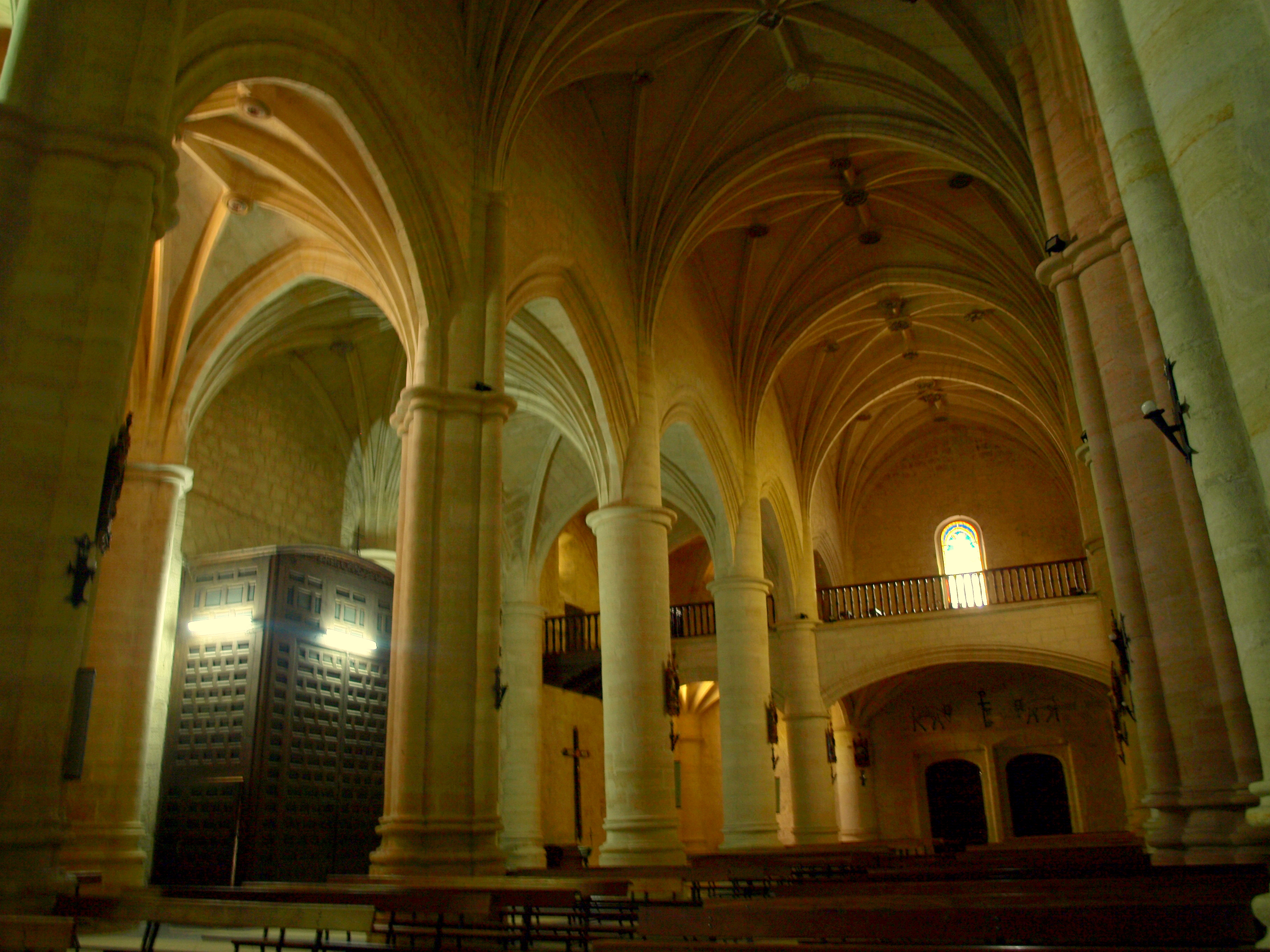
Nave central

Es una iglesia columnaria compuesta por tres naves, con seis pilares a cada lado, y la nave central un poco más alta que las laterales, con techo abovedado con crucerías. El templo comenzó a edificarse en el estilo gótico. Existen diferencias notables entre la cabecera o altar, y los pies, por donde se empezó, y que resalta un bello carácter gótico, con el coro a media altura. Las bóvedas, se van enriqueciendo según nos acercamos a la cabecera, siendo estas de arista. La parte de la cabezara se construyó en pleno Renacimiento, se distingue perfectamente en las bóvedas, los arcos, y las columnas, que son compuestas.
También es de destacar su torre cuadrada, con medallones en su parte superior, la mayoría de ellos deteriorados o perdidos, pero de los que se conservan, se observa una gran belleza. Además de estos medallones, destacan los cuatro ventanales acabados en arcos de medio punto, que albergan las campanas. La iglesia fue inaugurada por Felipe II en el año 1577, que acudió desde el monasterio de Uclés, donde pasó la Semana Santa de ese mismo año.
El principal financiador de la construcción de la iglesia fue Miguel de Carrascosa, que es el personaje más ilustre de Carrascosa del Campo, que fue gobernador del obispado de Cuenca y hombre bastante influyente en la corte Vaticana.
Su mobiliario más importante era un retablo del siglo XVII, perdido en la Guerra Civil, que trataba sobre el apóstol Santiago a caballo como tema central, también tenía un órgano del mismo siglo que también fue perdido en la guerra, aunque sobrevivieron importantes imágenes, como el Cristo en el Columna, del escultor Francisco Salzillo, el escultor más importante del siglo XVIII español, y uno de los más importantes del Barroco.
También conserva tres puertas, una gótico isabelina (oeste), neoclasicista (norte), y otra plateresca (sur).
Los principales arquitectos de la Iglesia son:
- Juan Pérez de Azcueta: cantero y maestro de cantería Vizcaíno que ejecutó la mayor parte de la estructura de la iglesia, como la cabecera, la tribuna y la sacristía.
- Martín de Homa: cantero y maestro de cantería también Vizcaíno, comenzó a constrir la torre.

Según el Archivo Parroquial, esta Iglesia, en sus primeros años, estuvo dedicada a la advocación de Nuestra Señora de la Asunción, pero a partir del siglo XVII, ya fue dedicada a la Natividad Nuestra Señora.
Esta iglesia está declarada Patrimonio Nacional y Monumento Histórico-Artístico Nacional desde 1972, además de Bien de Interés Cultural a partir de 2005.

## Portadas

### Portada del Mediodía

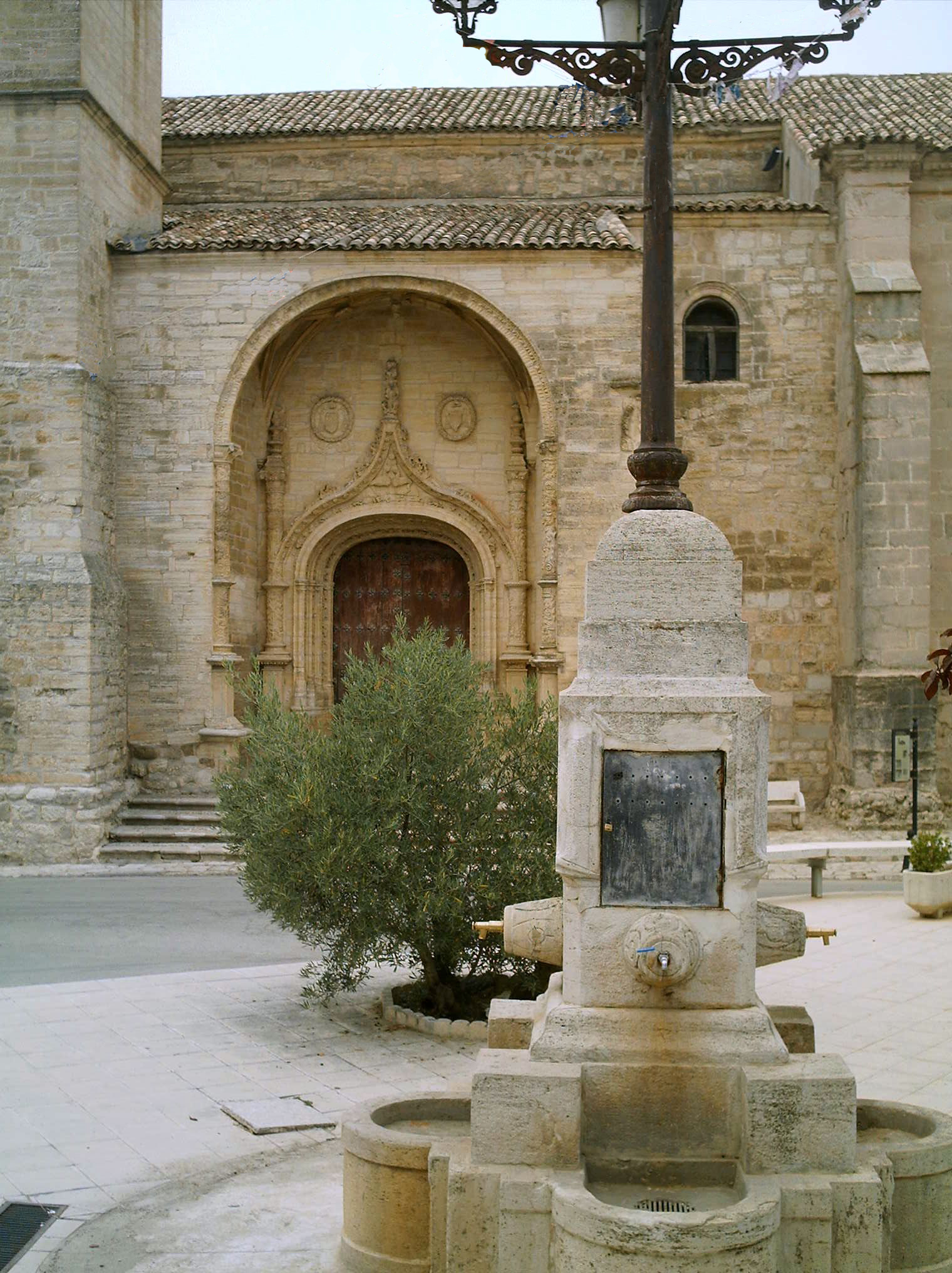
Portada del Mediodía o del Sur (estilo plateresco).

La portada del Mediodía o portada del sur, es actualmente la entrada principal a la Iglesia. Es de estilo plateresco y la compone un arco conopial isabelino y una pequeña bóveda de cañón. En la parte superior de la puerta, está el escudo de armas de Miguel de Carrascosa, compuesto de una carrasca, un florón, y unas zapatas, con sombrero y cordones, a la manera de un cardenal.

### Portada del Norte
La portada del norte se encuentra en la parte posterior de la iglesia, y pertenece a un estilo neoclasicista, daba salida al que fue cementerio desde el siglo XV al XVIII, en el cual actualmente se pueden observar algunas sepulturas.

### Portada de San Martín o del Oeste

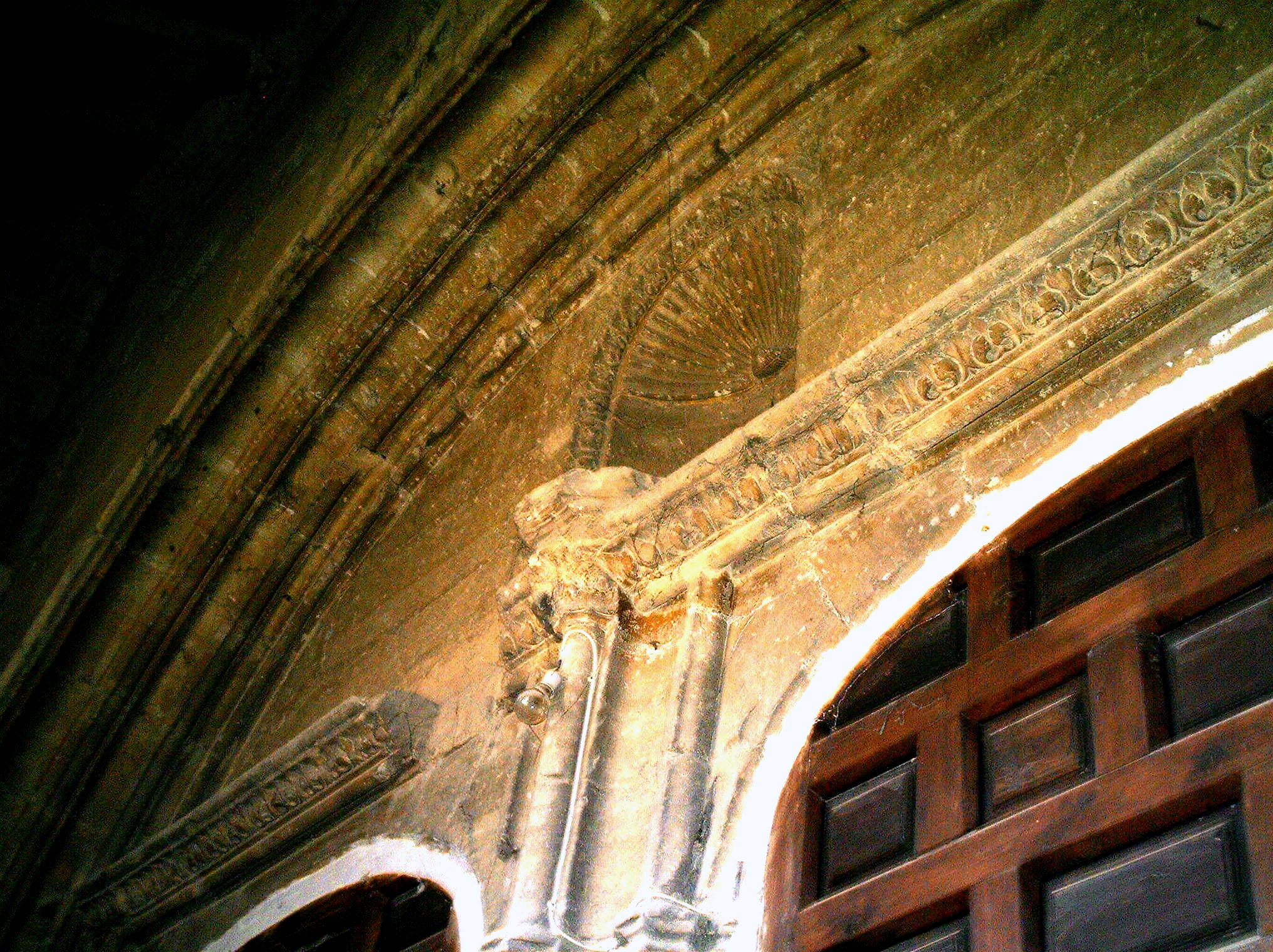
Portada de San Martín o del Oeste (estilo gótico-isabelino)

Esta portada fue la entrada principal al templo desde su construcción hasta el siglo XIX, es una portada de estilo gótico isabelina. Esta puerta fue dañada durante la guerra de la independencia, cuando los habitantes de Carrascosa capturados en el Monasterio de Uclés, escaparon y se refugiaron en la Iglesia. Los franceses llegaron con el objetivo de atacar a los fugitivos, pero en el intento dañaron seriamente la puerta.
Esta portada daba entrada a la plaza del Mercado, que también con motivo de la Desamortización, fue adquirida por un propietario particular, que posteriormente construiría la casa de los Escribanos. La puerta, ya dañada, fue tapiada años posteriores para evitar su total derrumbamiento, actualmente continúa tapada.